# Altham International Motor Car Company
Altham International Motor Car Company war ein US-amerikanischer Hersteller von Automobilen.

## Unternehmensgeschichte
Der Konstrukteur George J. Altham stammte aus Fall River in Massachusetts. 1896 stellte er nach jahrelanger Arbeit einen Ottomotor her. Im August 1897 baute er ihn zu Probezwecken in ein Fahrzeug ein. Im Oktober 1898 war der Prototyp so weit ausgereift, dass die Produktion beginnen konnte. Dazu gründete Altham das Unternehmen mit Hauptsitz in Boston in Massachusetts und einem Werk in Fall River. Der Markenname lautete Altham. 1899  endete die Produktion. Insgesamt entstanden nur wenige Fahrzeuge.

## Fahrzeuge
Ein Zweizylindermotor trieb die Fahrzeuge an. Er war luftgekühlt und leistete 6 PS. Seine maximale Drehzahl lag bei 1000 Umdrehungen pro Minute. Die offene Karosserie bot Platz für zwei Personen.